# Renia bendialis
Renia bendialis là một loài bướm đêm trong họ Noctuidae.